# Bactrocera bidentata
Bactrocera bidentata
 es una especie de díptero que May describió por primera vez en 1963. Bactrocera bidentata pertenece al género Bactrocera de la familia Tephritidae.